# Jean-Pierre Courcol
Pour les articles homonymes, voir Courcol.
Jean-Pierre Courcol, né le 18 mars 1944 à Montgeron, est un homme d'affaires et dirigeant de la presse écrite français.
Joueur de tennis dans les années 1960, publicitaire dans les années 1970, patron de presse dans les années 1980-90, il est également brièvement directeur général dans l'aviation au milieu des années 1990.
Son fils Daniel a été joueur de tennis professionnel au milieu des années 1990 (166e mondial en 1996).

## Biographie

### Carrière sportive
Actif sur le circuit international entre 1966 et 1970, il a disputé à 11 reprises les Internationaux de France et a atteint trois fois le deuxième tour. En 1969, il atteint également le second tour à Wimbledon et l'US Open, ainsi que les demi-finales à Monte-Carlo en double. Il a obtenu ses principaux succès à Nice en 1967 et au championnat de France sur court couvert en 1969. Classé pendant six années en première série, son meilleur classement est n° 4 en 1968, année où il remporte le National contre les frères François et Pierre Jauffret.
Il est président du Tennis club de Paris de 1987 à 1995.

### Carrière professionnelle
En 1971, il commence sa carrière dans la publicité chez NCK comme chef de publicité, chef de groupe, puis directeur commercial, avant de devenir directeur de la clientèle puis directeur associé d'Havas-Conseil (1973-1975) et directeur général (1975-1979).
Directeur du développement de Young & Rubicam puis directeur général du groupe Mille International (1979-1980), il entre dans le Groupe Amaury en 1981 comme directeur du développement du groupe Le Parisien libéré, avant d'être nommé directeur général adjoint du quotidien du même nom en avril 1983. Administrateur de la SA Le Parisien Libéré en novembre suivant, il dirige la SNC L'Équipe (qui édite le quotidien sportif) à partir de février 1984, avant de devenir directeur de la publication en janvier 1986, en remplacement de Jacques Goddet. Il demeure à la tête de L'Équipe jusqu'en 1993.
Parallèlement, il est une première fois directeur général des éditions Philippe Amaury de 1990 à août 1995, quand il est nommé directeur général d'Air Inter Europe. Après ce court passage, il est de nouveau nommé directeur général du groupe des Éditions Amaury à partir d'août 1996.
En mars 2000, il devient président du directoire du Parc du Futuroscope, dont le Groupe Amaury a racheté l'exploitation au Conseil général de la Vienne. En deux ans sous sa direction, le parc enregistre de lourdes pertes financières et frôle la faillite, avant d'être repris par le département de la Vienne fin octobre 2002. Jean-Pierre Courcol est alors évincé du directoire du Groupe Amaury par Philippe Amaury.